# Deuterocohnia longipetala
Espèce
Classification APG III (2009)
Deuterocohnia longipetala est une espèce de plantes à fleurs de la famille des Bromeliaceae, présente en Argentine, en Bolivie et au Pérou et décrite en 1894.

## Distribution
L'espèce est présente au nord-ouest de l'Argentine, en Bolivie et au Pérou.

## Description
Selon la classification de Raunkier, l'espèce est chamaephyte.